# Legatus leucophaius
Legatus leucophaius là một loài chim trong họ Tyrannidae.